# Lika för lika

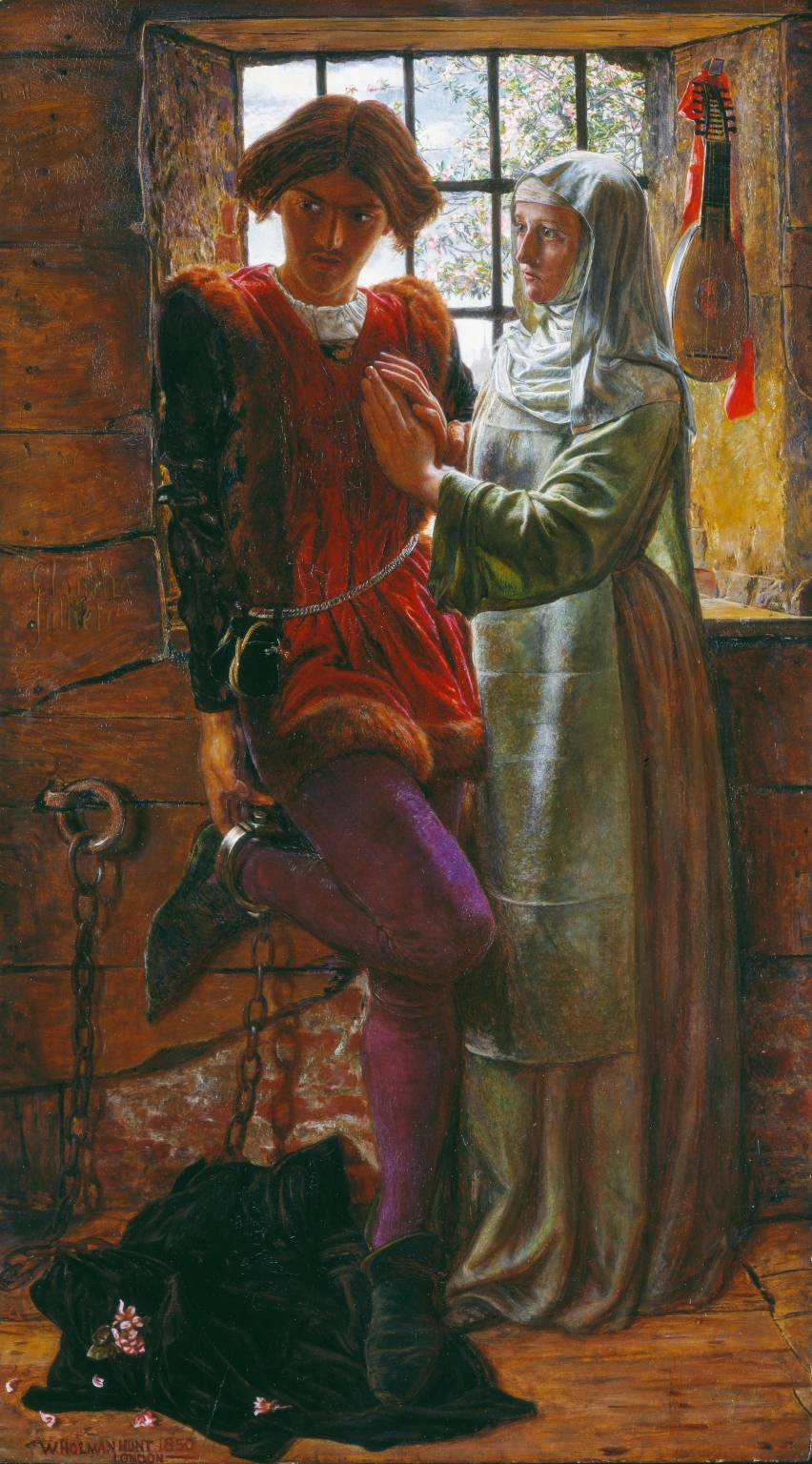
Claudio och Isabella.

Lika för lika (originaltitel Measure for Measure) är en komedi av William Shakespeare. Tillsammans med Slutet gott, allting gott och Troilus och Cressida räknas ibland Lika för lika till problemkomedierna eller problempjäserna (problem plays eller dark comedies) som är tragikomiska och svåra att genrebestämma till sin natur. Till denna kategori vill vissa även räkna in Timon av Aten.

## Tillkomsthistoria

### Datering
Enligt Revels Offices bokföring av föreställningar vid hovet ägde en föreställning av Lika för lika rum 26 december 1604. Det tros ha varit en tidig föreställning i pjäsens historia och pjäsen tros ha skrivits färdig kort innan dess. I första aktens andra scen talas det om förlikning mellan hertigen av Wien och kungen av Ungern, vilket tros anspela på fredsfördraget mellan England och Spanien 18 augusti 1604. I samma scen talas det om att hus i förorterna till Wien skall rivas, vilket tros syfta på att kung Jakob 16 september 1603 beordrade att hus i förorterna till London skulle rivas. Andra tror att pjäsen kom till under speluppehållet på Globeteatern från 19 mars 1603 till 9 april 1604 till följd av en pestepidemi.
Hertigens uttalade motvilja mot att hyllas av massorna i slutet av första aktens första scen tros syfta på kung Jakobs motvilja mot folksamlingar vilket han gav uttryck för i juni 1603. I fjärde aktens tredje scen sägs att alla gamla kvinnor är döda, vilket skulle kunna syfta på pestutbrottet 1603. I första aktens andra scen talas det om att förhindra pirater, vilket man även trodde skulle åstadkommas genom fredsfördraget med Spanien 1604.

### Pjäsens källor
Intrigen består av tre motiv: det korrupta stadsstyret; den förklädde regenten samt sängtricket. Vart och ett av dessa motiv är hämtade från olika källor.
Det första motivet återfinns i Giovanni Battista Giraldis novellsamling Hecatommithi som publicerades 1565 (från den samlingen har Shakespeare även hämtat intrigen till Othello som tillkom ungefär samtidigt som Lika för lika). Där är historien en tragedi där Isabellas motsvarighet tvingas ligga med Angelos motsvarighet och där hennes bror verkligen blir dödad (se nedan under "Handling"). Giraldi dramatiserade själv historien i pjäsen Epitia som publicerades 1573. Intrigen varieras även i George Whetstones tvådelade tragikomedi The right, excellent and famous Historye of Promos and Cassandra från 1578 samt i samme författares berättelsesamling Heptameron of Ciuill Discourses från 1582.
Ett antal detaljer, som inte finns i några andra källor, delas mellan Lika för lika och Epitia. Däribland diskussionerna om lag och nåd liksom om makt och myndighet. Likaså att den dödsdömde brodern byts ut mot en kriminell och att den kvinnliga huvudpersonen gör skillnad på handling och avsikt.
Det andra motivet med den förklädde regenten var populärt under Shakespeares livstid. Han kan ha hämtat motivet från Thomas Heywoods King Edward IV från 1600, den anonyma Fair Em från 1590 eller George Peeles King Edward I från 1593. Sängtricket återfinns även i Shakespeares Slutet gott, allting gott. Det förekommer i många verk, däribland Första Moseboks 38:e kapitel, Plautus Amphitruo och Thomas Malorys Le Morte d'Arthur.
Titeln Lika för lika anses syfta på Matteusevangeliet 7:2: "For in the same way you judge others, you will be judged, and with the measure you use, it will be measured to you" ("ty med den dom, varmed i dömen, skolen I bliva dömda, och med det mått, som I mäten med, skall och mätas åt eder", enligt 1917 års kyrkobibel).
Det finns flera passager i pjäsen som anses vara formulerade för att behaga kung Jakob I som gjorde sig till beskyddare för Shakespeares trupp i maj 1603. Kungen hade gett ut en skrift om god statsstyrelse Basilikon doron (Den kungliga gåvan). Där står:
"Ty lagar stiftas som regler för ett dygdigt och medborgerligt leverne, och icke för att vara fällor i vilka goda undersåtar skola fångas; och därför måste lagen tolkas i enlighet med dess innebörd och icke efter bokstaven."
Detta stämmer väl med tendensen och sensmoralen i Shakespeares pjäs. Liksom fursten i pjäsen var Jakob I inte heller särskilt förtjust i att framträda offentligt.

### Tryckningar och text
Lika för lika anmäldes till Stationers Comapnys (boktryckarskrået) register 8 november 1623 av bokhandlarna Edward Blount och Isaac Jaggard. Pjäsen trycktes först i samlingsverket av Shakespeares pjäser, First Folio 1623, som sammanställdes av Shakespeares skådespelarkollegor John Heminges och Henry Condell och publicerades av Blount och Jaggard. Texten tros vara nedskriven av den professionelle skrivaren Ralph Crane med en sufflörs exemplar som förlaga.
Texten företer flera tecken på att vara bearbetad. Gossens sång i början av akt fyra, "Take, O take those lips away" ("Bort med dessa läppars par", enligt Carl August Hagberg), tros vara ett tillägg från John Fletchers pjäs Rollo, Duke of Normandy från 1616-19. Hertigens monolog i början av akt tre tros ha bytts ut mot en som bättre passar ett aktbyte. I första aktens andra scen tillkännages fängslandet av Claudio två gånger. Det första tillkännagivandet tros vara ett tillägg av dramatikern Thomas Middleton och sedan har det andra lämnats kvar genom ett förbiseende av skrivaren.

## Handling
Pjäsen handlar om en äldre hertig i Wien som misslyckats med att försöka hålla ordning i staden, och som ger makten till den moraliske, stränge och asketiske Angelo under förespeglingen att han skall företa en resa. Angelo bestämmer sig för att stänga alla bordeller och avrätta en ung man vid namn Claudio för att ha gjort sin älskade flickvän Julia gravid utan att ha ingått äktenskap. Hertigen har dock inte lämnat staden utan studerar Angelos och de övrigas förehavanden förklädd till munk.
Claudios syster Isabella som just ska till att avlägga kyskhetslöfte och gå i kloster ber då Angelo att skona hennes brors liv, Angelo blir vansinnigt attraherad av Isabellas renhet och ställer ett ultimatum, om hon har sex med honom så skonar han hennes bros liv. Isabella blir förtvivlad, vilket ska hon välja? Hon vill ju både bli nunna och se sin bror leva.
Angelo rättfärdigar först sina krav på Isabella som ett test på hennes kyskhet. Hon avvisar honom, men hans lustar är för starka och han framhärdar. Isabella söker upp Claudio i hopp om att han skall sätta hennes dygd före sitt eget liv. Men han drabbas av dödsångest och ber Isabella ge med sig. Hon blir bestört och utbrister: "Ju förr du dör desto bättre!"
Profossen (skarprättaren) erbjuder fången Pompejus strafflindring om han hjälper till med avrättningen av Claudio och medfången Bernardin. Pompejus går med på det. Det kommer en order om att de båda skall avrättas och att Claudios huvud skall skickas till Angelo. Hertigen i skepnad av munk föreslår profossen att byta ut Claudios huvud mot Bernardins vilket profossen motvilligt går med på, då munken kan uppvisa ett fribrev från hertigen. När Bernardin skall avrättas säger han att han är för bakfull och inte kan sändas till Gud i det skicket. Istället tar profossen ett huvud från en fånge som råkat dö.
Mariana är sedan länge olyckligt förälskad i Angelo. Isabella har tillsammans med munken kommit överens med Mariana om att hon skall ersätta henne vid träffen med Angelo. När Angelo ska träffa Isabella för en kärleksnatt i hans trädgård är det utan att han vet om det istället Mariana han kurtiserar med. När hertigen återkommer framträder Mariana och berättar om kärleksnatten med Angelo. Hertigen tvingar Angelo att gifta sig med henne. Bernardin och Claudio benådas och Claudio kan förlova sig med Julia.

## Analys

### Teman och motiv
Lika för lika är en pjäs om jagets villkor i en värld utan normer, den är upptagen med nedbrytning av alla mänskliga relationer. En fråga som reses är vad som är värst - att dö eller att leva utan ära? Var går gränsen mellan att vara och att inte vara? Kan himlens lagar tillämpas också på jorden, där människan behärskas av sina drifter?
Ett bärande motiv är hur en människa i maktposition avslöjas. Motivet blir mer kraftfullt i och med att han, Angelo, visar sig omedveten om de emotionella och psykologiska mekanismer som driver honom, helt i strid med den stränga moral han själv tillskriver sig. I sammanhanget har det stor betydelse att Angelo utpekas som puritan, han tillskrivs epitetet "precise", som i Shakespeares England var synonymt med puritan. Även före avslöjandet är udden riktad mot Angelos stränga moral och dubbelmoraliska beteende. Liksom i Köpmannen i Venedig ställs frågan om strikt tillämpning av lagen - "justice" - mot nödvändigheten av nåd och förbarmande - "mercy". Lika för lika sjunger måttfullhetens lov.
Lika för lika är ännu en av Shakespeares komedier om förlåtelse. När hertigen fäller orden "lika för lika" markeras att alla är ofullkomliga och därmed undanröjs alla skäl för vedergällning. Pjäsen har kallats en moralitet över temat skuld, straff och försoning. Ingen är skyldig eftersom alla har samma skuld. Dramats grundtanke ligger nära Jesus ord: "Med det mått som I mäten med skall ock mätas åt eder" (Markus 4:24) och från Bergspredikan: "Dömen icke, på det att I icke mån bli dömda; ty med den dom, varmed I dömen, skolen I bliva dömda...", på engelska "with what measure ye mete, it shall be measured to you again" (Matteus 7:1) Men Shakespeare citerar inte evangelierna, istället använder han bibliska anspelningar. Shakespeare har varit noga med att utföra nådens tema ner till minsta biroll, även fången Bernardino som porträtteras komplett i sju korta repliker omfattas av den allmänna nåden.
Jakob I visade intresse för att stävja smittspridning och oordning i Londons överbefolkade förorter. Lika för lika är en av ett flertal samtida pjäser med stadens undre värld som spelplats, särskilt många likheter visar Lika för lika med The Honest Whore, också från 1604, av Thomas Middleton och Thomas Dekker. Staden Wien är en makt som släpper naturen fri likt skogen i En midsommarnattsdröm och Som ni behagar. Denna stad är förutsättningen för allt som rollfigurerna tar sig för. Pjäsens Wien är en bordell. Det är en liderlig och brottslig stad. Vid sidan av huvudmotivet finns frågan om sexualmoralen i samhället i stort. Pjäsen präglas av motsättningen mellan makt och sexualitet. Scenerna kring hovet ställs genomgående mot scenerna kring bordellmamman och den undre världen. De många skämten om veneriska sjukdomar är metaforer för maktens förfall. I de komiska scenerna från bordellivet framställs yrkesrepresentanterna med tolerant humor, även ur denna aspekt är udden riktad mot puritanismen och puritanerna som också var teaterns fiender. Sexualvitsarna blir en motsats till och en slags protest mot Angelos intentioner att bestraffa nästan alla sexuella handlingar. Det är ur denna absurt moraliska idé som pjäsen tar sin handlingsmässiga utgångspunkt. Både Angelo och Isabella står för undertryckt sexualitet, men när Isabella avvisar Angelos skamliga förslag använder hon ett sexualiserat språk:
| ”                                                           | Det säger jag: om jag var dömd till döden, Då bar jag piskans blodspår som rubiner, Jag klädde hellre av mig för att dö Som om jag längtade i säng än gav Min kropp till skam. | „ |
| – Isabella, akt II scen 4, Göran O. Erikssons översättning. | |   |

Hertigens maktutövning har varit så mild att alla seder och all fruktan för döden har lösts upp. Det är för att ändra på dessa förhållanden som hertigen överlämnar makten och myndigheten till renlevnadsmannen Angelo. Men han misstänker honom för att vara någon annan än den han utger sig för att vara. Så snart han får chansen kommer han att byta skepnad och identitet. Angelo visar sig vara en hycklande ynkrygg och samtidigt en självmedveten skurk som gottar sig åt sin vägran att benåda Claudio. När hans begär till Isabella väcks säger han om sig själv:
| ”                                                         | Skriv Angelo, ängel, på en djävuls horn - Och namnet är förverkat. | „ |
| – Angelo, akt II scen 4, Göran O. Erikssons översättning. |                                                                    |   |

Angelo har sett djävulen inom sig själv - i och med att han förvandlats till en djävul har han förverkat sitt eget namn. Men snarare än våldtäktsmannen inom honom är det staden runt omkring honom som blir övermäktig för honom. Han har getts makt att bekämpa stadens omoral men samma makt för plötsligt hans frestelser inom räckhåll. När han föreslår för Isabella att hon skall ligga med honom för att rädda sin bror Claudio från dödsstraffet så planterar han dilemmat hos henne som plötsligt blir den som råder över liv och död. Hon har anklagat Angelo för hårdhet men måste nu värja sig mot samma anklagelser. Angelo frågar också: om nu Claudios brott är mänskligt, varför tvekar du då att begå det själv? Först är det Angelo som är den hårde domaren men när han flyttar över dilemmat på Isabella så tar hon också över Angelos roll och är beredd att döma sin bror till döden.
Isabella är en av Shakespeares mest vältaliga hjältinnor, men hon framstår som hårdhjärtad och självrättfärdig i sin orubbliga övertygelse att hennes dygd är mer värd än broderns liv. Hon erbjuder sig i ett skeende också att ge sitt eget liv. Shakespeare skildrar ett kvinnlig martyrskap av själslig art, men framställer henne inte som något ideal. Hennes avsikt är att gå i kloster och Shakespeares publik var inte katolsk. Genom rollfigurens utveckling tycks Shakespeare ha velat göra förlåtelsen svårare och på så vis framhålla nödvändigheten av barmhärtighet. När Isabella låter Mariana ta hennes plats under kärleksnatten med Angelo, så är det inget Shakespeare tagit över från förlagorna utan hans egen turnering. Genom utbytet i sängen blir Mariana inte något offer för skamlig lust; hon sätts istället in i sina naturliga rättigheter eftersom Angelo svekfullt förskjutit henne efter trolovningen. I en stad där gränsen mellan rätt och orätt har lösts upp anstränger Isabella sig förtvivlat att tänka rätt. Hon uttrycker dock inga egna åsikter, men visar att hon kan de rätta svaren och svarar som i en tentamen. Hon prövar livet genom att spela det med sig själv som publik.
Hertigens mål är att framstå som en barmhärtig härskare, men han hemfaller åt spioneri och är beräknande och beskäftig. Mycket tyder dock på att Shakespeare egentligen inte velat framställa hertigen i tvivelaktig dager. Han prisas reservationslöst av Escalus, en rollfigur av absolut heder och Shakespeare har inte för vana att låta hedervärda rollfigurer tala vilseledande. Isabella talar om nödvändigheten av nåd och förbarmande hos furstar, vilket hertigen i slutscenen ger prov på. När hertigen löser upp och knyter ihop intrigen utför han författarens uppgift. Han framstår som pjäsens deus ex machina men blir påmind om att han är människa av Claudios vän Lucio. I strid med Escalus karakteristik beskriver han hertigen som hycklande och smygliderlig, "hertigen av mörka gränderna" (duke of dark corners, IV:3) - ett skämt både om bordellernas belägenhet och den förklädde hertigens intrigmakeri som Lucio kan vara på spåren.
Isabellas tal om människans "glassy essence" ("väsen skört som glas" hos Carl August Hagberg, II:2) kan tolkas på två sätt: att människan är en spegelbild av det gudomliga eller att människan tror sig betydelsefull men i själva verket är bräcklig som glas. Shakespeare anknyter till det kristna contemptus mundimotivet: människan är i grunden hjälplös, ingenting består och livet är kort, som en slummer efter middagen. Med Claudius tankar om sin förestående död anknyts till det vanliga renässansmotivet om hur levande liv övergår i mull och förruttnelse.

### Stildrag
Pjäsen har en oenhetlig uppbyggnad med en tvär övergång från inriktning på moraliska problem till en intrigdominerad och utdragen upplösning. Snarare än att slå fast titelns devis "lika för lika" anställer Shakespeare en undersökning av den. Lika för lika brukar karakteriseras som en komplex och svart komedi eller tragikomedi och som en problempjäs framförallt på grund av sin okonventionella uppbyggnad och karaktärsteckning. De mörka komedierna är mer intellektuella och kräver mer av publiken. Rollfigurerna och deras relationer kan vara överraskande, gränsen mellan allvarliga och komiska roller är utsuddad.
Lika för lika är mer realistisk än de tidigare komedierna, och också grymmare och brutalare. Shakespeare presenterar en verklighet som är mindre tillrättalagd. Här finns inga kända komedityper eller -situationer. Publiken kan inte luta sig mot konventioner utan måste bilda sig egna uppfattningar. Före det lyckliga slutet kommer hårda prövningar, bittra situationer, förtvivlade ord och tvetydiga förlopp. I de mörka komedierna uttrycker inte orden allting, mer står mellan raderna. Skådespelarna förutsätts göra djupare tolkningar för att få fram det sammansatta. Särskilt mycket är outtalat i slutet av slutscenen där inga av de som varit inblandade i kärleksintrigerna har några repliker. Shakespeare vidgar därmed gränserna för komedin som genre.
Första halvan ägnas åt de moraliska problem som reses av Claudios och Isabellas prövningar och som skulle kunna göra pjäsen till en tragedi, medan andra halvan till stor del handlar om hertigens ansträngningar att sy ihop ett lyckligt slut. Den tragiska höjdpunkten kommer i tredje aktens första scen då Claudio i fängelset tvingas leva sig in i sin egen förestående död. Upplösningen förlängs av att hertigen för att undvika katastrofen initierar sängtricket och huvudtricket, till vilka Shakespeare hämtat inspiration från medeltidens sagolitteratur. Upplösningen är också fylld med inslag som förtar det komiska, såsom pinsamma tystnader - till exempel Isabellas oförmåga att besvara hertigens frieri - och återföreningar som leder till besvikelse. Slutet tillhandahåller inte heller några lösningar på de moraliska problem som reses i första halvan. Rollfigurerna är varken målmedvetet onda eller övertygande sympatiska. Shakespeares avsikt tycks ha varit att systematiskt underminera sina rollfigurers ideal och att framställa dem som mänskligt felbara.
Claudios vän Lucio är den som förenar pjäsens båda skikt; de finare kretsarna och den undre världen. Han hör hemma i båda och det är till stor del ur hans mun som de ofta kritiserade oanständigheterna flödar.

#### Versexempel
Versen är ovanligt oregelbunden och i utgåvor på 1800-talet, både på engelska och i översättning, ansträngde sig utgivarna att slipa av texten till oklanderlig blankvers. Oregelbundenheten ansågs ovärdig Shakespeare. Nutida uttolkare försöker istället se avsikterna i oregelbundenheterna.
Till versens oregelbundenheter hör det mycket ovanliga greppet att stoppa in två extra stavelser såväl i slutet på första som andra jamben på en versrad:
| ”                         | In base appliances. This outward-sainted deputy | „ |
| – Isabel, act III scene 1 |                                                 |   |

I Göran O. Erikssons översättning finns de två extra stavelserna bara i slutet på den första jamben, och den vanliga enda i slutet på den andra:
| ”                                                            | I underkastelse. Den här regenten | „ |
| – Isabella, akt III scen 1, Göran O. Erikssons översättning. |                                   |   |

Genom att stoppa in en cesur i en versrad som sträcker sig över ett replikskifte får Shakespeare fram effekten att Claudio är avmätt inför Isabellas tomma erbjudande att offra sitt eget liv. Det ger till och med skådespelaren möjligheten att uttrycka förakt:
| ”                  | ISABEL: O, were it but my life, I'ld throw it down for your deliverance As frankly as a pin. CLAUDIO: Thanks, dear Isabel. | „ |
| – act III scene 1. | |   |

Om skådespelaren lägger in en paus på samma ställe i Göran O. Erikssons svenska översättning frångås istället blankversens rytm:
| ”                                                  | ISABELLA: Å, om det bara var mitt liv! Jag slängde bort det för att rädda dig, Lätt som en knappnål. CLAUDIO: Tack, min kära syster. | „ |
| – akt III scen 1, Göran O. Erikssons översättning. | |   |

Shakespeare kan låta skådespelaren uttrycka upprördhet genom att utelämna en eller flera obetonade stavelser. I detta exempel är första och tredje stavelserna som skulle varit obetonade utelämnade:
| ”                         | Die, perish! Might but my bending down | „ |
| – Isabel, act III scene 1 |                                        |   |

I Göran O. Erikssons översättning är endast den första obetonade stavelsen utelämnad, i gengäld låter han två betonade stavelser följa på varandra (den tredje och fjärde), jamben frångås alltså helt - effekten för skådespelaren blir densamma:
| ”                                                            | Dö, och förgås! Kunde jag med ett knäfall | „ |
| – Isabella, akt III scen 1, Göran O. Erikssons översättning. |                                           |   |

En annan oregelbundenhet är att låta två regelbundet jambiska versrader (alltså utan blankversens extra obetonade stavelse) sträcka sig över två replikskiften:
| ”                  | CLAUDIO: The weariest and most loathed worldly life That age, ache, penury and imprisonment Can lay on nature is a paradise To what we fear of death. ISABEL: Alas, alas! CLAUDIO: Sweet sister, let me live: | „ |
| – act III scene 1. | |   |

Det är alltså Isabellas "Alas, alas" som hör till versraderna innan respektive efter. Göran O. Eriksson följer mönstret med undantag för en extra obetonad stavelse i slutet på Claudios andra replik.
| ”                                                  | CLAUDIO: Det tyngsta, vidrigaste jordeliv Som fattigdom, värk, nöd och fångenskap Kan lägga på oss, är ett paradis Mot allt vi tror om döden. ISABELLA: Ja, tyvärr! CLAUDIO: Å, kära Isabella, låt mig leva | „ |
| – akt III scen 1, Göran O. Erikssons översättning. | |   |

### Kritik
Lika för lika har alltid fått ett splittrat mottagande. På 1700-talet fann Samuel Johnson å ena sidan att pjäsens komiska och lättare inslag var mycket naturliga och tilltalande, medan han å andra sidan irriterades av pjäsens moraliska komplexitet medan samma egenhet tilltalade William Hazlitt i början av 1800-talet. Vid ungefär samma tid fann Samuel Taylor Coleridge scenerna från bordell- och småförbrytarvärlden avskyvärda, samtidigt var han helt främmande inför rollfigurernas tillkortakommanden medan Hermann Ulrici fann dem tilldragande senare på 1800-talet. Den kritiska olusten och osäkerheten inför pjäsen hängde med in på scenviktoriansk tid. Under 1800-talet kunde man också se Lika för lika som en hyllning till dygden och renheten, främst i Isabellas gestalt. En linje i kritiken runt sekelskiftet 1800/1900 var att läsa in biografiska aspekter i tolkningen; de menade att ton och grundstämning återspeglade Shakespeares personlighetsutveckling, sådana kritiker var Edward Dowden, E.K. Chambers och Dover Wilson.
1896 identifierade Frederick S. Boas pjäsen för första gången som en problempjäs. 1900-talets kritiker har antingen betraktat pjäsen som en problempjäs (såsom E.M.W. Tillyard och Ernest Schanzer) eller som en kristen allegori om barmhärtighet och förlåtelse (till exempel Wilson Knight, Roy Battenhouse och Nevill Coghill); likheter med medeltida moraliteter har påvisats. Schanzer menade att pjäsens moraliska problem framställdes på ett sätt som gjorde åskådarna osäkra på sina egna ställningstaganden. Pjäsen har uppfattats både som en kritisk diskussion om puritanism kontra amoralism och som en bitter och komplex tragikomedi om lidelse och makt. Båda dessa synsätt är relevanta i förhållande till det tidiga 1600-talets moraliska klimat. Den svenske översättaren och regissören Göran O. Eriksson menar dock att om man läser pjäsen som ett idédrama förminskar man den till ett kammarspel där bara tre eller fyra rollfigurer bär handlingen.
Nutida kritik är splittrad på samma sätt när man bedömer pjäsen i förhållande till samtidens politiska och sociala sammanhang. 1949 menade Elizabeth M. Pope att pjäsen speglade samtidens kyrkliga och profana uppfattningar om en furstes plikter, medan Clifford Leech har varnat för en sådan tolkning av stycket. Vissa kritiker betraktar skildringen av de gemenare rollfigurerna som omstörtande medan andra argumenterar för att Lika för lika exemplifierar hur mångfald systematiskt trycks ner. Den feministiska kritikern Kathleen McLuskie menade 1985 till exempel att pjäsen utesluter alla ansatser till feministisk läsart. Den materialistiskt inriktade kritikern Jonathan Dollimor menade å andra sidan att den som letar efter tecken på motstånd istället kommer att finna exempel på hur människor utnyttjas.

## Översättningar till svenska
Lika för lika översattes till svenska första gången 1850 av Carl August Hagberg och ingick då i Shakspere's dramatiska arbeten. Bd 9. Därefter har pjäsen kommit i ytterligare fyra tryckta översättningar samt två revisioner av Hagbergs version, varav en getts ut i bokform. 1925 kom Per Hallströms översättning, ingående i Shakespeares dramatiska arbeten. Lustspel, Bd 4. 1958 gjorde Karl Ragnar Gierow en revidering av Hagbergs översättning för Kungliga Dramatiska Teatern. Därefter kom Åke Ohlmarks översättning 1962. 1973 gjorde Sven Collberg en revision av Hagbergs översättning. 1978 gjorde regissören Claes Lundberg en prosaöversättning för Riksteaterns Örebroensemble. Allan Bergstrands översättning kom ut 1986 och Göran O. Erikssons 1993. 2016 gjorde Nina Pontén en översättning för en uppsättning på Romateatern på Gotland.

## Uppsättningar
Man vet att pjäsen uppfördes 26 december 1604 genom en notering i hovets räkenskapsböcker.
Efter att sedan Shakespeares död endast ha spelats i adaptioner sattes den ursprungliga texten upp 1699 på torget Lincoln's Inn Fields i London under ledning av Charles Gildon.
1893 regisserade William Poel Lika för lika och använde sig av en elisabetansk scen på Royalty Theatre i London. 1898 upprepade Aurélien Lugné-Poë samma grepp i sin iscensättning på Cirque d'Été i Paris.
1933 spelades Angelo av Charles Laughton på Old Vic i London i regi av Tyrone Guthrie i en uppsättning som var föga framgångsrik. En mer minnesvärd uppsättning var Peter Brooks på Shakespeare Memorial Theatre i Stratford-upon-Avon 1950 med John Gielgud som Angelo. Vildhjärnan Lucio spelades av Paul Scofield. Uppsättningen blev omtalad för den långa paus Barbara Jefford som Mariana gjorde innan hon gick ner på knä för att be om Angelos liv. Brooks uppsättning gav en idyllisk bild av hertigens styre. När John Barton 1970 och Trevor Nunn 1990 satte upp pjäsen gav de var för sig en mörkare bild. 1976 sattes pjäsen upp på New York Shakespeare Festival med Meryl Streep som Isabella.

### Uppsättningar i Sverige
Lika för lika hade svensk premiär 1884 med Dramaten på Mindre Teatern. Pressen ansåg att uppsättningen strandade. Hertigen spelades av Villiam Engelbrecht, Antonio av Gustav Collin, Isabella av Louise Fahlman och Claudio av Adolf Hellander.

#### Uppsättningar i Sverige sedan år 1900
- 1947 Radioteatern
- 1947 Helsingborgs stadsteater, översättning Carl August Hagberg, regi Lars-Levi Læstadius, med Erland Josephson & Rune Turesson
- 1958 Dramaten, översättning Carl August Hagberg & Karl Ragnar Gierow, regi Alf Sjöberg, med Georg Rydeberg, Allan Edwall, Sif Ruud, Bengt Eklund, Gunn Wållgren & Gunnar Olsson
- 1970 Borås stadsteater, regi Hans Råstam
- 1971 gästspel av Lilla Teatern, Helsingfors på Maximteatern, Stockholm, regi Andrei Serban
- 1971 Riksteatern, översättning Allan Bergstrand, regi Bertil Lundén
- 1978 Riksteaterns Örebroensemble, översättning & regi Claes Lundberg, med Marienette Dahlin
- 1979 Dramaten, översättning Carl August Hagberg, regi Donya Feuer med Sif Ruud, Per Myrberg, Anders Ahlbom Rosendahl, Ewa Fröling & Harriet Andersson / Anita Björk
- 1985 Östgötateatern, översättning Carl August Hagberg, regi Clifford Williams
- 1993 Dramaten, översättning Göran O. Eriksson, regi Lennart Hjulström, med Stina Ekblad, Johan Rabaeus & Reine Brynolfsson
- 1995 Teaterensemblen på Romateatern, Gotland, regi Mikael Cocke
- 1997 Spegelteatern vid Gripsholms slott, översättning Göran O. Eriksson, regi Peter Böök
- 2000 Malmö stadsteater, översättning Göran O. Eriksson, regi Sören Iversen
- 2005 Dramaten, översättning Göran O. Eriksson, regi Yannis Houvardas, med Torkel Petersson, Livia Millhagen & Staffan Göthe
- 2012 Göteborgs stadsteater, översättning Göran O. Eriksson, regi Tobias Theorell, med Örjan Ramberg
- 2016 Romateatern, Gotland, översättning & bearbetning Nina Pontén, regi Stefan Marling

## Filmatiseringar (urval)
Pjäsen har filmatiserats ett antal gånger.
- 1979 regi Desmond Davis (TV)
- 1994 regi David Thacker, med Sue Johnston (TV)
- 2006 regi Bob Komar